# Marc Vaubourgoin
Marc Vaubourgoin (* 19. März 1907 in Caudéran jetzt Stadtteil von Bordeaux; † 1. April 1983 in Paris) war ein französischer Komponist.

## Leben
Der Sohn des Komponisten Julien-Fernand Vaubourgoin begann seine musikalische Ausbildung am Konservatorium von Bordeaux und studierte dann am Pariser Konservatorium Kontrapunkt und Fuge bei André Gedalge und Noël Gallon und Komposition bei Charles-Marie Widor und Paul Dukas. 1930 gewann er mit der Kantate Héraklès à Delphes et Actéon den Ersten Second Grand Prix de Rome.
Nach seiner Rückkehr von dem mit dem Preis verbundenen Romaufenthalt leitete er von 1937 bis 1943 das Konservatorium von Nantes. Zugleich leitete er das Sinfonieorchester von Radio Rennes-Bretagne. Nach dem Zweiten Weltkrieg wurde er Dirigent des Orchesters von Radiodiffusion française (später ORTF), mit dem er zahlreiche Werke zeitgenössischer Komponisten uraufführte, darunter vier Opern von Germaine Tailleferre.
Seit 1954 leitete Vaubourgoin die musikwissenschaftliche Abteilung beim ORTF. In dieser Funktion befasste er sich früher als andere intensiv mit der Musik des 18. Jahrhunderts und sorgte für die Wiederentdeckung einer Reihe vergessener Werke aus dieser Zeit. So veranlasste er die Aufführung von Jean-Philippe Rameaus Oper Hyppolyte et Aricie und die Wiederaufführung seiner Oper Boréades beim Festival d’Aix-en-Provence 1982 unter John Eliot Gardiner.
Marc Vaubourgin komponierte sinfonische Werke, Instrumentalkonzerte, Kammermusik, Chorwerke und Lieder. Sein Sohn Jean-Raphaël Vaubourgoin wurde als Architekt bekannt, sein Sohn Thierry Vaubourgoin als Maler.

## Werke
- Impressions de Cornouaille:
  - Saint-Michel de Braspartz
  - Le marais sous la lune d’avril
  - Confort. La roue du bonheur
- Trois Chansons de Clément Marot für Chor a cappella
- Conte de Noël, Ballett nach René Dumesnil
- Quintette für Bläser, 1932
- Trio für Oboe, Klarinette und Fagott, 1936
- 1. Symphonie, 1938
- Prélude, Fanfare et Dance für Orchester, 1945
- 2. Symphonie, 1955
- Concerto für Klavier, 1967
- Sonate für Klavier, 1967
- Concerto für Fagott und Orchester, 1968
- Concerto für Cembalo und Orchester, 1968
- Concerto für Trompete und Orchester
- Six Pièces für Altsaxophon und Orchester
- Introduction, variation et rondeau für Flöte, Oboe, Klarinette und Fagott und Orchester
- Douze Canons für zwei Fagotte, 1978